# Веснін Віктор Олександрович
Віктор Олександрович Веснін (28 березня (9 квітня) 1882, Юр'євець — 17 вересня 1950, Москва) — російський і радянський архітектор, викладач і громадський діяч, один з братів Весніних, представник авангардного та неокласичного напрямів в архітектурі. Головний архітектор Наркомважпрома (1934), голова Спілки архітекторів СРСР (1937—1949), перший президент Академії архітектури СРСР (1936—1949), дійсний член АН СРСР (з 1943), депутат Верховної Ради СРСР 1-го і 2-го скликань.

## Життєпис

### Ранні роки
Народився у купецькій сім'ї в невеликому волзькому містечку Юр'евець. Був середнім з трьох братів: Леонід народився 28 листопада 1880, Олександр — 16 травня 1883. Перші роки їхнього життя пройшли у невеликій садибі на березі Волги на околиці Юр'євця, що належала матері майбутніх братів-архітекторів. З раннього віку батьки заохочували інтерес синів до образотворчого мистецтва, який, за спогадами самого В. О. Весніна, переріс пізніше в захоплення архітектурою:
Любов до малювання і живопису прокинулася в нас уже в ранньому дитинстві. Приблизно з десятирічного віку ми стали писати етюди з натури і, будучи дуже дружні між собою, проводили прекрасні години спільної роботи на Волзі. <…> Вже з перших художніх спроб ми відчули великий потяг до архітектури.
У 1891 р. Віктор і Олександр поступили до Московської практичної академії, де на той час вже вчився їх старший брат Леонід. Обидва брата закінчили академію в 1901 р. із золотою медаллю з присвоєнням звання кандидата комерції та отриманням особистого почесного громадянства, вслід за Леонідом поступили до Петербурзького інституту цивільних інженерів. У столиці брати жили разом, одночасно з навчанням продовжуючи займатися малюнком і живописом в студії художника І. Ф. Ционглінського. У роки першої російської революції Весніни брали участь в страйках і демонстраціях, працювали в політичному Червоному Хресті, студентському старостаті. Після закриття ПІГІ як осередка студентського революційного руху, а також у зв'язку з важким матеріальним становищем батька архітекторів, Віктор разом з братами перервав навчання і повернувся до Москви, де розпочав працювати у архітектурних майстернях відомих зодчих — І. О. Іванова-Шиця, Р. І. Клейна, П. П. Вісьневського, А. Г. Ізмірова, в архітектурній конторі Б. М. Великовського та О. М. Мілюкова. У Москві Віктор також продовжив займатися малюнком спочатку у художника К. Ф. Юона, а потім в студії, організованій на своїй квартирі разом з братами та В. Є. Татліним.
З самого початку творчого шляху брати Весніни почали працювати над проєктами спільно. Як зазначає один з дослідників творчості О. О. Весніна С. О. Хан-Магомедов, визначити частку участі кожного з братів в їх спільних проєктах надзвичайно складно. Однак, «щодо Віктора Олександровича, то його участь у спільних проєктах була більш універсальною … Його твердий погляд і раціональність мислення, глибоке розуміння конструктивно-технічних проблем, тонкий смак — все це відігравало велику роль <…>».
Одночасно з роботою в архітектурних конторах, Віктор разом з братами брав у 1910-х роках активну участь у численних конкурсах, що проводилися Московським архітектурним товариством (МАТ.. Популярність робіт братів принесла участь в конкурсах на проєкт будівлі Московського училища живопису, скульптури та архітектури (перша премія) та будинку МАТ. Проєкти Весніних почали публікуватися в спеціалізованих архітектурних журналах. Диплом про закінчення вищої освіти В. О. Веснін отримав лише в 1912 році.

## Самостійна творчість

### Дореволюційні роботи
У 1913—1916 здійснена перша велика самостійна робота — будинок-особняк Д. В. Сироткіна в Нижньому Новгороді, виконаний в дусі російського класицизму . В дореволюційний період Весніни працювали в основному в Москві. Серед московських робіт братів Весніних дореволюційного періоду дослідники їхньої творчості виділяють прибутковий будинок Н. Є. Кузнєцова на Мясницькій вулиці (1910), фасад Головного поштамту на тій же вулиці (1911), будівлю банку та торгового дому Юнкера на Кузнецькому Мосту (1913, спільно з В. І. Ерамішанцевим), будинок-маєток Арацького на проспекті Миру (1913), скакові стайні та жокей-клуб при Московському іподромі (1914) та низка інших проєктів та будівель .
У роки першої світової війни Олександр і Леонід були призвані до діючої армії, у той час як Віктор продовжив архітектурну практику, виконуючи замовлення на проєктування промислових будівель військового призначення. Замовлення на проєктування хімічних заводів А. І. Бурнаєва в Заволзькому під Кінешмою, Красавіна в робітничомуу селищі Жильово у Московській області, а також заводи у Пензі й Тамбові Веснін отримав завдяки своїм сімейним і діловим зв'язкам. Підчас будівництві виробничих споруд В.O. Веснін використовував прості композиційні прийоми, іноді звертаючись до стилізацій з використанням елементів ордерної архітектури. На думку дослідника біографії і спадщини В. О. Весніна, кандидата архітектури І. С. Чередіної, найкращим твором дореволюційного етапу творчої діяльності зодчого є архітектурний комплекс споруд Великої Кінешемської мануфактури «Томна», споруджений у 1917 році. Застосоване архітектором при будівництві виробничих корпусів суцільне оскління фасадів сприяло не тільки кращому освітленню приміщень, але й свідчило про пошук нових засобів художньої виразності.
Інший дослідник творчості Весніних, А. Г. Чиняков, відводить одне з головних місць в спадщині архітекторів дореволюційного періоду нездійсненому проєкту універсального магазину акціонерного товариства «Динамо», будівництво якого планувалося на Луб'янській площі у Москві. Проєкт був виконаний братами в 1916—1917 роках з активним використанням можливостей, які надавало застосування при будівництві залізобетонних конструкцій: архітектори відмовилися від зовнішніх несучих стін та застосували в оформленні фасаду великі площини оскління. На думку Чинякова, в цьому проєкті Весніни створили новий архітектурний образ універсального магазину, який використовується в різних варіантах аж до сьогодні.

### Після більшовицького перевороту
У перші роки після більшовицького переввороту брати працювали здебільшого самостійно. В. О. Веснін продовжив проєктування промислових споруд: за його проєктами в 1918—1921 рр. був побудований промисловий комплекс Чернореченського суперфосфатного заводу та селище для робітників у місті Растяпіне, споруджені хімічний завод в Саратові, Петуховський содовий завод в селищі Ключі та каніфольно-скипидарний завод в Вахтані (робітниче селище у Нижньогородській області)  . У 1925 році за самостійним проєктом Весніна був побудований комплекс споруд Центрального інституту мінеральної сировини (ЦІМС) в Москві  . Проєкт ЦІМС отримав високу оцінку від архітектора Бруно Таута, який відвідав Москву: «дуже раціональна споруда, прекрасно продумана у всіх деталях». 
В. А. Веснін викладав у Московському вищому технічному училищі ім. Баумана, при якому спільно з О. В. Кузнєцовим заснував архітектурне відділення, згодом архітектурний факультет. Серед учнів В. О. Весніна були архітектори І. С. Ніколаєв та Г. М. Орлов, які стали відомими згодом .

Об'єднання творчих сил братів вперше після революції відбулося при розробці ними у 1922 році конкурсного проєкту Палацу праці. Проєкт став для Весніних програмним і, незважаючи на те, що отримав лише третю премію, багато в чому визначив розвиток радянської архітектури і фактично став декларацією її нового напряму — конструктивізму  . У цьому і наступних «конструктивістських» проєктах Весніни приділяли особливу увагу виразності об'ємно-просторової композиції і архітектурно-художнього образу споруди. В. О. Веснін підкреслював, що «план і фасад складають нерозривне ціле, що будь-який виступ плану відбивається на фасаді, закріплює його основні пропорції». Він категорично заперечував широко застосовуваний в ті роки метод роботи спочатку над планом, потім над фасадом і перспективою:
Будь-який архітектурний твір є тривимірним, тому необхідно привчитися проєктувати, працюючи над планом, розрізами, фасадами та перспективою одночасно, паралельно, комплексно. Треба привчити себе думати не про окремі пропорції та частини, а про обє'м, про споруду в цілому.
1920-ті роки стали найбільш плідними в архітектурній творчості В. О. Весніна. Разом з братами зодчий брав участь в численних проєктах, багато з яких, на думку доктора архітектури М. І. Астаф'євої-Длугач, увійшли до золотого фонду радянської архітектури. Серед цих проєктів — будівля московської контори газети «Ленінградська правда», будинки акціонерного товариства «Аркос», Народного дому в Іванові (1924 р.), Центрального телеграфу (1925 р.), Бібліотеки імені В. І. Леніна (1928 р.), Музичного театру масового дійства в Харкові (1930 р.) та ін.
У це десятиліття за проєктами братів було побудовано будівлю Івсельбанка в Іванові (1928 р.), санаторій «Гірське повітря» в Мацесті поблизу Сочі (1928 р.), робочі клуби на бакинських нафтових промислах (1926—1929 рр.), Універсальний магазин на Красній Пресні в Москві (1927—1929 рр.) .
До цього ж періоду відноситься активна діяльність Весніних в Об'єднанні сучасних архітекторів (ОСА): О. О. Веснін в 1925 році очолив Товариство, а Віктор Олександрович став одним з його заступників. Входив до редакції журналу ОСА «Сучасна архітектура».
У 1927 р. Веснін отримав посаду керівника кафедри промислових споруд у Вищому інженерно-будівельному училищі .

### Розквіт творчої діяльності
На думку А. Г. Чинякова, розквіт творчої діяльності Весніних припав на кінець 1920-х — початок 1930-х років. У цей період за проєктами братів будується ДніпроГЕС (1929 р.), театр масового музичного дійства в Харкові (1930 р.) і Палац культури ЗІЛу в Москві (1931 р.). Весніни також виділяли в своїй творчості проєкти театру в Харкові і ДніпроГЕС, називаючи їх одними «з найбільш вдалих робіт». Відвідавши у цей період Москву, архітектор Ле Корбюзьє писав Весніну: 
Я знову розглядаю Ваші проєкти та безкінечно захоплююся смаком, з яким Ви їх виконали.
У 1929 р. В. О. Веснін в складі очолюваної ним групи архітекторів переміг на конкурсі на проєктування ДніпроГЕС.  Після закінчення будівництва електростанції в 1932 році В. О. Веснін відзначав, що колективу архітекторів в проєкті електростанції «вдалося досягти максимального поєднання доцільності і краси». 

У 1930 р. Віктор Олександрович разом із братами здобув перемогу в міжнародному конкурсі на спорудження Театру масового музичного дійства в Харкові.   Весніни вирішили будівлю в гранично лаконічній манері: увінчаний куполом овальний центральний зал, оточений півкільцем допоміжних приміщень, примикав до прямокутного об'єму коробки сцени. Архітектор Г. Б. Бархін писав про проєкт Весніних:
У проєкті братів Весніних архітектура Великого театру з усіма новітніми вимогами до неї отримала блискуче рішення. Особливо вражає дивовижна простота архітектурної композиції, де авторам вдалося органічно поєднати низку досягнень театральної архітектури з тою цінною спадщиною, яке отримали від архітектури минулого.

### На чолі Спілки Архітекторів та Академії Архітектури
Після виходу в 1932 році Постанови ЦК ВКП (б) «Про перебудову літературно-художніх організацій» в країні було ліквідовано більшість існуючих на той час творчих об'єднань та спілок, включно з Об'єднанням сучасних архітекторів, яке було створене та працювало за активної участі Весніних. У тому ж році В. О. Веснін очолив оргкомітет зі створення нового творчого об'єднання зодчих — Спілки архітекторів СРСР . У 1936 році Віктор Веснін став першим президентом Академії архітектури СРСР, а в наступному році очолив Спілку архітекторів. Веснін займав обидві посади більше 10 років і покинув їх за станом здоров'я у 1949 році.  Веснін спільно з професором Д. Є. Аркіним здійснював загальну редакцію науково-популярної серії книг «Скарби російського зодчества», що випускалася з 1943 року, а потім і супутньої серії «Скарби зодчества народів СРСР».
Поряд з громадською діяльністю, В. О. Веснін продовжував активно займатися архітектурним проєктуванням. Працював керівником архітектурно-проєктної майстерні Наркомважпрому та фактично керував усією промислової архітектурою СРСР. Серед проєктів, виконаних архітектурно-проєктною майстернею Наркомтяжпрому — реконструкція ЗІЛу, проєктування і будівництво Камської електростанції, планування Великого Запоріжжя, розробка серії типових житлових будинків, планування і забудова міста Жовтневого, Небіт-Дага, Новокуйбишевська, Туймази, Леніногорська і ряду інших проєктів . До 1933 року Веснін керував будівництвом «Соцміста» у Запоріжжі, також відомого під назвою 6-го селища. Широкі магістралі з великими площами органічно поєднувалися з вільно поставленими всередині кварталів будинками. Соцмісто був майже повністю зруйноване під час німецько-радянської війни і відновлений в первинному вигляді після війни Г. М. Орловим за участю Весніна. Авторськими роботами Весніна, виконаними ним на чолі архітектурної майстерні Наркомважпрому, є нездійснені проєкти станції Московського метрополітену Павелецька (1938 г.) та меморіальної залізничної станції Горки-Ленінські (1938 р.).
У період 1930-х — початку 1940-х років Весніни виконали також конкурсні проєкти Палацу Рад (1932, 1933 рр.), ескіз забудови Котельничеської набережної у Москві (1934 р.), проєкт театру ім. В. І. Немировича-Данченка, варіанти конкурсного проєкту будівлі Наркомважпрому на Красній площі (1935, 1936 рр.), проєкт Другого будинку Раднаркому в Москві (1941 р.) та ін.   
У повоєнні роки В. О. Веснін займався відновленням Запоріжжя. У 1943 р. був обраний дійсним членом Академії наук СРСР .
Віктор Олександрович Веснін помер 17 вересня 1950 р. Похований на Новодівичому цвинтарі у Москві. Пам'ятник на могилі братів виконаний за проєктом О. Весніна. 

## Нагороди
- орден Леніна (10.06.1945)
- 2 ордена Трудового Червоного Прапора
- орден «Знак Пошани»
- Королівська золота медаль інституту британських архітекторів (1945)